# 洪河站
洪河站位于中华人民共和国四川省成都市锦江区与龙泉驿区交界驿都西路与椿樹街交叉口，是成都地铁2号线的地铁车站。

## 车站概要
本站位于驿都西路与椿树街交叉口，沿驿都西路呈西北、东南向布置，于2012年9月16日开通使用。在2号线建设期间，本站曾使用工程名“十洪大道站”，后又曾使用工程名“东部副中心站”，本站南侧为锦江区东村文化创意产业核心区域，成都绿地中心·蜀峰468超高项目正在建设中。

## 车站结构
本站为地下两层岛式站台车站，总长178米，标准段宽18.9米，总建筑面积9200 平方米。
| 地面              | 0    | 出口 |
| 地下一层          | 站厅 | 自助购票 客服中心                                                                                         |
| 地下二层          | 站台 | \| \| \| 2号线往犀浦（惠王陵） \| \| 島式 · 開左邊车门 \| \| \| \| \| \| 2号线往龙泉驿（成都行政学院） \| |
|                   |      | 2号线往犀浦（惠王陵）                                                                                     |
| 島式 · 開左邊车门 |      | |
|                   |      | 2号线往龙泉驿（成都行政学院）                                                                             |

## 出入口
本站目前开放3个出入口。
|              |              |            |                                      |      |
| 编号         | 设施         | 设施       | 指示                                 | 照片 |
|              | 无障碍卫生间 | 无障碍电梯 | 椿树街、驿都西路、杜鹃街             |      |
| 出口 · A · 2 | 无障碍卫生间 |            | 驿都西路                             |      |
| 出口 · B     |              |            | 驿都西路、洪河中路、四川城市职业学校 |      |

## 公交换乘
地铁洪河站：12路、218路、223路、313路、856路、854路、133路；

## 大事记
- 2010年6月16日，主体结构封顶[4]；
- 2012年8月27日，车站举行反恐演习；[7][8]
- 2012年9月16日，正式启用[1]。

## 未来发展
本站拟建地下通道到绿地东村（即高度为468米的成都绿地中心·蜀峰468超高项目）地下负一层。